# Ричландс (Северна Каролина)
Ричландс (енгл. Richlands) град је у америчкој савезној држави Северна Каролина.

## Демографија
По попису из 2010. године број становника је 1.520, што је 592 (63,8%) становника више него 2000. године.
| Група             | 2000.       | 2010.         |
| Белци             | 657 (70,8%) | 1.052 (69,2%) |
| Афроамериканци    | 233 (25,1%) | 276 (18,2%)   |
| Азијати           | 7 (0,8%)    | 15 (1,0%)     |
| Хиспаноамериканци | 20 (2,2%)   | 125 (8,2%)    |
| Укупно            | 928         | 1.520         |